# 北海道パワーエンジニアリング
北海道パワーエンジニアリング株式会社（ほっかいどうぱわーえんじにありんぐ）は北海道札幌市に本社を置く卸電気事業者である。

## 概要
2002年に北海道プラントサービスと苫小牧共同発電が合併してできた北海道電力の関連会社である。苫小牧共同発電は北海道電力と日本軽金属の合弁会社であった。